# Venevaara (kulle, lat 66,33, long 25,63)
Venevaara är en kulle i Finland. Den ligger i Rovaniemi i landskapet Lappland, i den norra delen av landet, 700 km norr om huvudstaden Helsingfors. Toppen på Venevaara är 241 meter över havet, eller 75 meter över den omgivande terrängen. Bredden vid basen är 2,0 km.
Terrängen runt Venevaara är huvudsakligen platt. Runt Venevaara är det mycket glesbefolkat, med 2 invånare per kvadratkilometer.